# ボップ・ボップ・ベイビー
ボップ・ボップ・ベイビー(Bop Bop Baby) はアイルランド出身の男性ボーカルグループ、WESTLIFE（ウエストライフ）の13枚目のシングル曲。
デンマークシングルチャートで3位を記録,全英シングルチャートで5位を記録した。メンバーが楽曲制作に関わっている。
アルバム収録では、彼らの3作目のアルバム『ワールド・オブ・アワ・オウン(通常盤)』、『ザ・グレイテスト・ヒッツ～アンブレイカブル～(Asian Edition)』に(Single Remix)が収録されている。

## トラックリスト
- UK

CD1
1. "Bop Bop Baby" (Single Remix) - 4:28
2. "You Don't Know" - 4:11
3. "Imaginary Diva" (Orphane Remix) - 5:16
4. "Bop Bop Baby" (Video) - 4:28

CD2
1. "Bop Bop Baby" (Single Remix) - 4:28
2. "Bop Bop Baby" (Almighty Radio Edit) - 3:45
3. "Band Interviews" - 10:00

- オーストラリア/日本

1. "Bop Bop Baby" (Single Remix) - 4:28
2. "Bop Bop Baby" (Almighty Radio Edit) - 3:45
3. "Bad Girls" - 3:33
4. "Band Interviews" - 10:00
5. "Bop Bop Baby" (Video) - 4:28

## 各国のリリース
| Region                         | Date          |
| ------------------------------ | ------------- |
| イギリス                       | 2002年5月20日 |
| オーストラリア                 | 2002年7月     |
| ヨーロッパ各国（イギリス以外） | 2002年6月     |

## 世界各国のヒットチャートランキング
| Chart                                                            | Peak position |
| ---------------------------------------------------------------- | ------------- |
| オーストラリアレコード協会・オーストラリア シングル チャート     | 56            |
| オーストリアレコード協会・オーストリア シングル チャート         | 28            |
| フランダース地域 シングル チャート                               | 50            |
| デンマーク地域 シングル チャート                                 | 3             |
| ドイツ シングル チャート                                         | 15            |
| イタリア地域 シングル チャート                                   | 45            |
| アイルランド シングル チャート                                   | 4             |
| オランダ地域 シングル チャート                                   | 23            |
| ニュージーランドレコード協会・ニュージーランド シングル チャート | 21            |
| スウェーデン シングル チャート                                   | 16            |
| スイス シングル チャート                                         | 36            |
| イギリス シングル チャート                                       | 5             |
| イギリス ラジオ エアプレイ チャート                              | 9             |